# جيمس غروغان
جيمس غروغان (بالإنجليزية: James Grogan)‏ هو متزلج فني أمريكي، ولد في 7 ديسمبر 1931 في تاكوما في الولايات المتحدة، وتوفي في 2 يوليو 2000 في سان بيرناردينو في الولايات المتحدة.

## وصلات خارجية
- جيمس غروغان على موقع أوليمبيديا (الإنجليزية)